# Ravn
 For alternative betydninger, se Ravn (flertydig). (Se også artikler, som begynder med Ravn)
Ravnen (Corvus corax) er en stor, sort kragefugl.

## Kendetegn
Ravnen kendes på sin kulsorte fjerdragt, sit kraftige næb og sin størrelse i forhold til de andre kragefugle: Ravnen måler ca. 65-70 cm i længden og har et vingefang på 120-150 cm. I flugten kendes ravnen på sin kileformede hale. Også fødderne er sorte. Fjerdragten kan changere i det blå-grønne.
Ravnene i Island og på Færøerne har været isolerede så længe, at de i dag ser lidt anderledes ud end ravne andre steder.
Ravnen har et bredt lydspektrum fra små, klare kluk over gutturale, rullende "rrhuu" til det mere karakteristiske gutturale "krårk", der kan høres over store afstande.

### Forveksling
Ravnen kan forveksles med andre kragefugle, men både næb, hoved og halsparti er kraftigere og rager frem på den flyvende fugl, mens halen også er kileformet.

## Ravnens intelligens
Fuglehjernen mangler hjernebark. Til gengæld har en sangfugls hjerne fire gange så mange neuroner pr. Kubikcentimeter som en kats eller en hunds. Hos ravne er der tale om omkring 14 gange så mange, og den høje tæthed af neuroner i fuglehjernens forreste del kan give mentale færdigheder på linje med pattedyrs. Ravnens evne til planlægning, hukommelse og impulskontrol minder om menneskeabers. Aber og ravne deler godt nok genetisk ophav, men det er 350 millioner år tilbage i tid, så abehjernen og ravnehjernen har udviklet sig langs adskilte spor. Ravne lever i Grønland, i ørkenområder og storbyer; ingen fysiske kendetegn knytter dem til nogen bestemt sted. Chimpanser er langt mere stedegne, men deler ravnens udprægede sociale færdigheder. I et forsøg foretaget af Mathias Osvath ved Lunds universitet ved hans ravneforskningsbase i Skåne, blev mellem tre og ni genstande gemt i et værelse for mennesker og ravne. Begge grupper så, hvor genstandene blev gemt. Så blev halvparten fjernet, også med mennesker og ravne som tilskuere. Ravnene scorede markant bedre på at huske, hvor resten lå gemt. De var levende interesseret i, hvad der foregik, og synes at have nemmere ved det end mennesker, når det drejer sig om sociale situationer.

## Udbredelse
Ravnen findes som standfugl over store dele af den nordlige halvkugle og i arktiske egne som Grønland. Den er en sjælden gæst i tæt befolkede områder.
Ravnen er totalfredet i Danmark, hvor den har været tæt på udryddelse med kun 16 par i 1950. Efterhånden er den i hele landet ved at vende tilbage til sit oprindelige udbredelsesområde. Ravnen er endda blandt de danske fuglearter, der ifølge en undersøgelse har haft den største fremgang i perioden 1999-2011. Der menes nu at yngle mere end 1.000 par i Danmark.

## Føde
Ravnen er opportunistisk og næsten altædende (omnivor). Den foretrækker animalsk føde: Ådsler, syge dyr, æg og unger, men ses også æde affald. Mus og rotter er en del af ravnenes kost.

## Yngel
Normalt lægger ravnen 4-5 æg, og parrene yngler enkeltvis. Ravnen er pga. menneskets forfølgelser en sky fugl og anbringer sin rede på stejle, utilgængelige og afsides beliggende steder.

## Kulturhistorie og mytologi
Ravnen har betydning i den nordiske mytologi, og dens navn indgår i flere hundrede stednavne i Danmark. I norrøn mytologi spiller Odins betroede ravne Hugin og Munin en vigtig rolle, og megen overtro er knyttet til ravnen. Eksempelvis var ravnen en fugl, der varslede død og ulykke. Også i Bibelen optræder ravne; i Første Kongebog 17:4-6 befales profeten Elias fra Gilead af Gud at skjule sig ved bækken Kerit øst for Jordan: "Du kan drikke af bækken, og jeg har befalet ravnene at sørge for dig." Elias begav sig til bækken Kerit, og ravnene bragte ham brød og kød morgen og aften, og han drak af bækken.
Ravnen og kragen er naturens skraldemænd, hvad der tit har gjort dem upopulære. Ravnen har som ådselæder fået et dårligt ry.
Ravnen er tidligere blevet holdt som jagtfugl på samme måde som falk og høg, men var mindre anset end dem. Ravnens jagtform er brutal: det første, den gør, er at hakke øjnene ud på byttet, uanset om det er levende eller et ådsel; så er det lettere for ravnen at få bugt med et bytte større end den selv. Den jagtform har været med til at stemple ravnen som et skadedyr.
Ravnen er standfugl. Det er muligt for mennesker at genkende de enkelte fugle, og de kan blive halvtamme. Unger taget fra reden kan tæmmes og endda lære ord; men tamme ravne er besværlige på grund af deres tilbøjelighed til at stjæle blanke ting.